# Philipsburg Manor

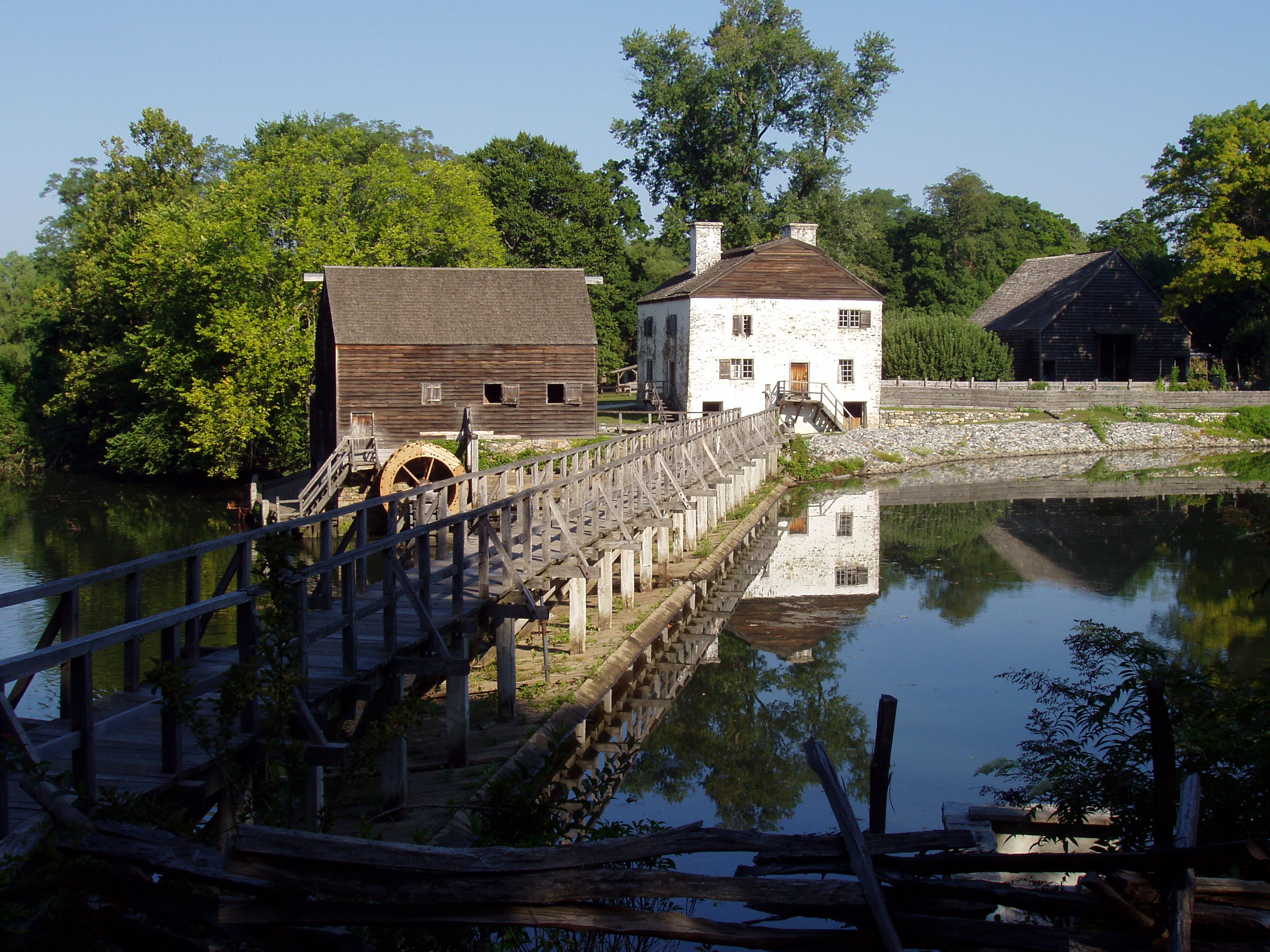
Philipsburg Manor met verbindingsbrug

Philipsburg Manor is een historisch huis, watermolen en handelspost nabij het Amerikaanse dorp Sleepy Hollow (New York). Het bevindt zich aan de U.S. Route 9. De oude handelspost doet nu dienst als museum en staat onder het beheer van de Historic Hudson Valley; de entree is niet gratis.
Het huis dateert uit 1693 toen Frederick Philipse van Yonkers een pacht van 210 km² langs de Hudson kreeg toebedeeld van Willem en Maria van Engeland. Hij bouwde de Philipsburg Manor op het driestromenpunt van de Pocantico en de Hudson, om het te laten dienen als bevoorradingspunt voor plantagehouders en overgangspunt om naar de Atlantische Oceaan te varen. Meer dan 30 jaar werd de post gebruikt om slaven uit Afrika over te laten komen. 